# Tensione (fonetica)
In fonetica articolatoria, la tensione è un tratto fonetico che l'analisi tradizionale lega al grado di tonicità muscolare degli organi fonatori, e che può influire sulla produzione delle vocali, delle consonanti o dell'intera sillaba. Accompagna spesso  altri tratti fonetici come la quantità vocalica, la quantità consonantica o la sonorizzazione.
Alcune lingue fanno un uso fonologico di una distinzione di tensione, cioè la utilizzano per distinguere alcuni dei loro fonemi, generalmente in correlazione con altre variazioni fonetiche. Quando la distinzione di tensione influisce sulle vocali, si contrappongono vocali tese e vocali rilassate; quando influisce sulle consonanti, si contrappone consonante forte (o fortis) e consonante debole (o lenis). Nel caso della tensione sillabica, non si tratta più di un'opposizione di fonemi ma di un fatto di prosodia.
La lingua italiana non utilizza questa distinzione nella sua fonologia, anche se la conosce dal punto di vista della fonetica, soprattutto attraverso il fenomeno della lenizione, ossia della mutazione delle consonanti da forti a deboli (in particolare delle occlusive intervocaliche sorde e, più raramente, sonore).

## Tensione consonantica
In numerose lingue, la differenza di tensione consonantica non è distintiva di per sé, ma accompagna un'opposizione primaria di sonorizzazione tra due serie di consonanti, sorde e sonore. Le consonanti sorde sono allora generalmente realizzate come forti e le sonore come deboli: è il caso ad esempio del francese. La differenza di tensione può allora preservare la distinzione delle due serie in contesti fonetici dove l'opposizione della sonorizzazione è neutralizzata; così, in una pronuncia curata del francese, la d assordita di médecin non si confonde con una t (la corrispondente sorda della d nel sistema consonantico del francese) poiché resta una debole mentre la t è una forte. Si può allora opporre médecin [med̥sɛ̃] e pète-sec [pɛtsɛk], sebbene la distinzione di sonorizzazione sia neutralizzata davanti a [s] per assimilazione regressiva della sonorità. In compenso, in un registro di lingua meno sorvegliato, l'assimilazione potrà essere totale: [metsɛ̃]. Queste osservazioni si applicano naturalmente soltanto nelle pronunce in cui la e caduca interna è muta; nelle pronunce che la mantengono, non c'è motivo di avere assimilazione di sonorità poiché questa e previene il contatto tra consonanti che determina l'assimilazione di sonorità.
Se è frequente, l'opposizione di sorde forti a sonore deboli non è tuttavia generale: ad esempio, l'arabo è al contrario una lingua con sonore forti e sorde deboli. (Thomas 1976, p. 98)
Altre lingue in compenso usano la tensione consonantica come caratteristica distintiva delle loro consonanti. (Thomas 1976, p. 98)
In akhvakh, una lingua caucasica parlata nel Daghestan, esistono quattro serie di occlusive: aspirate forti / aspirate deboli / glottalizzate / non glottalizzate, senza che si faccia impiego di una distinzione di sonorizzazione (tutte queste consonanti sono sorde). Ad esempio, le occlusive bilabiali sono [pʰ b̥ʰ pˀ p].
Il chipewyan, una lingua athabaska parlata in Canada, distingue tre serie di consonanti, deboli, aspirate ed eiettive, tutte ugualmente sorde.
In chleuh, una lingua berbera, si trova una doppia opposizione di sonorità e di tensione.
Per alcune lingue, può essere difficile stabilire su quali caratteristiche distintive si basano la distinzione di molte serie di consonanti, e se la tensione vi svolge un ruolo realmente distintivo.
Il coreano distingue tre serie di consonanti, spesso trascritte [p t k] - [pʰ tʰ kʰ] - [pʼ tʼ kʼ]. Il contrasto tra la serie [p] e la serie [pʼ] è a volte descritta in termini di tensione: la prima è debole e la seconda è forte. In questo caso, la definizione della tensione implica una più grande tensione glottidale.
In alcuni dialetti del gaelico irlandese e scozzese, esiste un contrasto fonematico tra i suoni [l lʲ n nʲ] da un lato e [ɫˑ ʎˑ nˠˑ ɲˑ] dall'altro. La distinzione è stata anche descritta come quella di consonanti morbide (la prima serie) e forti (la seconda serie): ma non è stabilito in questo caso che giocano altre caratteristiche fonetiche oltre alla quantità consonantica.
Alcuni linguisti affermano che la distinzione tra le due serie di occlusive del tedesco ([p t k] ~ [b d g]), tradizionalmente descritta come un contrasto di sonorizzazione, si analizza meglio come contrasto di tensione, poiché la seconda serie è pronunciata sorda nel sud della Germania. Quest'analisi si applica particolarmente bene ai dialetti alemanni, che distinguono due serie di consonanti entrambe peraltro sorde e non aspirate. Che la distinzione faccia veramente intervenire la tensione muscolare, piuttosto che la quantità consonantica, è tuttavia oggetto di dibattito.
La tensione consonantica non possiede segni speciali nell'alfabeto fonetico internazionale. Ciò non pone problemi nelle lingue che possiedono una correlazione basata sulla tensione piuttosto che sulla sonorizzazione: si possono semplicemente riutilizzare i segni delle sonore per rappresentare le morbide e quelli delle sorde per le forti. Il carattere foneticamente sordo o sonoro può allora essere sottolineato mediante l'impiego dei diacritici previsti a questo scopo (tondo sottoscritto per la desonorizzazione, angolo sottoscritto per la sonorizzazione). Ma quando tensione e sonorizzazione si incontrano insieme, è necessario aggiungere segni speciali: [b͈] per una b fortis (doppia linea verticale sottoscritta) e [p͉] per una p lenis (angolo sinistro sottoscritto).

### Lenizione italiana
Una forma particolare di tensione consonantica è la lenizione, un fenomeno che si ritrova anche in italiano e che consiste in un mutamento nella pronuncia delle consonanti occlusive, in particolare di quelle sorde. Nel caso specifico dell'italiano, si conoscono tre forme di lenizione, riguardanti le occlusive intervocaliche sorde (a volte anche quelle sonore):
- sonorizzazione settentrionale
- spirantizzazione toscana (detta tradizionalmente gorgia toscana)
- semi-sonorizzazione centro-meridionale.

Sotto l'aspetto fonetico, tutti questi fenomeni derivano da un'estensione delle caratteristiche delle vocali circostanti all'occlusiva sorda. Le vocali presentano infatti, rispetto all'occlusiva sorda, un'articolazione più aperta e una fonazione sonora, o meglio sonorante.
L'assimilazione dell'occlusiva alle caratteristiche delle vocali può avvenire sotto il profilo dell'articolazione, della fonazione o di entrambe, dando luogo a una pluralità di esiti a seconda delle parlate regionali. Il fenomeno, inoltre, può restare allo stadio di semplice variazione fonetica, senza modificare il sistema linguistico, oppure può trasformarsi in un vero e proprio cambiamento della struttura fonematica della lingua.

## Tensione vocalica
In generale, le vocali tese sono più chiuse (e questo corrisponde ad alcuni primi formanti più bassi) delle loro corrispondenti rilassate. Le descrivono a volte anche come articolate con un più grande avanzamento della radice della lingua, ma non è generale; in alcune lingue sono le vocali rilassate che sono articolate con un più grande avanzamento della radice della lingua, ed in una stessa lingua questa caratteristica può variare a seconda che le vocali siano anteriori o posteriori, aperte o chiuse (Ladefoged e Maddieson 1996, pp. 302–304). La definizione tradizionale secondo la quale le vocali tese sono articolate con un più grande tono muscolare che le vocali ridotte non è stata confermata sperimentalmente. Secondo un'altra ipotesi, le vocali rilassate sono più centralizzate delle vocali tese. Alcuni linguisti infine pensano che la distinzione non sia correlata ad un tratto fonetico.
L'alfabeto fonetico internazionale possiede segni particolari per alcune vocali rilassate: ad esempio le vocali tese [i y u] hanno come corrispondenti rilassate [ɪ ʏ ʊ].
Il francese della Francia conosce soltanto vocali tese nella pronuncia. In compenso, il francese del Québec possiede le vocali rilassate [ɪ ʏ ʊ] come allofoni delle vocali tese [i y u]. Esse appaiono tipicamente in sillaba chiusa da una consonante diversa da [ʁ v z ʒ] (alcune varietà tendono a generalizzare il rilassamento stesso a queste posizioni): vite, lustre, poule sono così pronunciate [vɪt], [lʏstʁ], [pʊl]. La norma è generale in sillaba accentata ma soltanto facoltativa in sillaba non accentata.
In molte varietà di lingue germaniche, tra le quali l'inglese nella Received Pronunciation), il tedesco standard e l'olandese, esiste una correlazione tra tensione e quantità vocaliche: le vocali tese sono più lunghe delle vocali rilassate. In altre tuttavia, come l'inglese scozzese, lo scots e l'islandese, questa correlazione non esiste. Poiché le vocali rilassate delle lingue germaniche appaiono generalmente solo in sillaba chiusa (od ostacolata), sono chiamate a volte anche vocali ostacolate, mentre le vocali tese sono chiamate allora vocali libere potendo apparire in fine di sillaba (sillaba aperta o libera).

## Tensione sillabica
La tensione fonetica può anche estendersi all'insieme di una sillaba, articolata allora nella sua totalità con una tensione o un rilassamento generale degli organi fonatori. Alcune lingue usano questa caratteristica fonetica a fini distintivi: è il caso ad esempio del mon. In questa lingua:
- [mai] significa "vedova" pronunciato teso, ma "indaco" pronunciato rilassato;
- [ʰnoa] significa "presagi" pronunciato teso, ma "cresta di gallo" pronunciato ridotto. (Thomas 1976, p. 101-2)

Non essendo stata la trascrizione della tensione sillabica prevista nell'alfabeto fonetico internazionale, essa deve essere indicata mediante un impiego non standard di alcuni suoi segni diacritici.